# Enlightenment
Enlightenment är ett fritt programvaruprojekt för att skapa en fönsterhanterare till X Window System i GNU/Linux som är så konfigurerbar som möjligt, både till funktion och utseende. Projektet började med enbart fönsterhanteraren, men är nu uppdelat i tre delar: Enlightenment Development Release 16 (E DR16), Enlightenment Foundation Libraries (EFL) och Enlightenment Development Release 17 (E DR17).

## Projektets grundande
Enlightenments grundare, som går under aliaset "Rasterman", började jobba på Xaw-Xpm under sin tid på New South Wales-universitet som han senare implementerade i en version av FVWM kallad FVWM-XPM. Denna förbättring av FVWM tillät användningen av bilder i XPM-format istället för originalets Athena-widgets.
Den 30 oktober 1996 släppte Rasterman första versionen av Enlightenment. Då bestod delar av koden fortfarande av källkod från FVWM2, detta tog dock snabbt en vändning då man lät skriva om stora delar av koden. Vid Development Release 8 hade man gått över från att använda LibXPM till Rastermans egna bibliotek Imlib som följde med fönsterhanteraren tills DR10 släpptes, då Imlib släpptes som ett fristående bibliotek.

## Enlightenment DR16
Version 16 av Enlightenment släpptes år 2000 och rykten började spridas om att projektet därefter var dött, men 2 november 2003 släpptes 16.6 som då lämnades under utveckling och som fortfarande används, dels på grund av sin höga möjlighet att konfigureras och dels på grund av att den är så resurssnål.

## Enlightenment Foundation Libraries
Under utvecklingen av Enlightenment DR17 upptäckte man tidigt att man behövde ett helt ny uppsättning bibliotek och verktyg. Rasterman hade en vision om vad som var möjligt och vilken riktning han ville att nästa utgåva av fönsterhanteraren skulle ta, med början i Imlib2 och EVAS. Dessa verktyg visade sig, precis som Imlib, ha bredare användningsområde än bara för fönsterhanteraren. Därför valde man att ge verktygen samlingsnamnet Enlightenment Foundation Libraries (EFL).

## Enlightenment DR17
Version 0.17 av Enlightenment är tänkt att representera en evolution till nästa generations fönsterhanterare. Den är tänkt att integrera med filer och omgivning på ett sömlöst sätt med ett avancerat grafiskt gränssnitt. Den är inte avsedd att konkurrera med populära skrivbordsmiljöer som GNOME eller KDE utan är tänkt som grunden för en ny generation fönsterhanterare.
Även om DR17 redan idag används av en ganska stor grupp är den kanske inte att rekommendera för den vardagliga användaren då den trots allt är under tung utveckling. Vill man ändå prova kan man besöka projektets webbplats, där Enlightenment DR17 finns tillgänglig via CVS.

## Övrigt
- EWL, akronym för Enlightened Widget Library, är ett bibliotek baserat på EVAS för att kunna skapa grafiska gränssnitt till Enlightenment.